# Дубовка Володимир Миколайович
Володимир Миколайович Дубовка (15 липня 1900, Огородники, Вілейський повіт, Віленська губернія (зараз Поставський район, Вітебська область, Білорусь) — 20 березня 1976, Москва) — білоруський радянський поет, прозаїк, мовознавець, перекладач, літературний критик.

## Біографія
Народився в сім'ї робітника. У 1905-1912 навчався в Маньковицькій початковій школі. У 1912 вступив у М'ядельське училище. У жовтні 1914 вступив у Ново-Вілейську вчительську семінарію, яка у зв'язку з війною була переведена в Невель. У лютому 1918 завершив семінарських навчання і переїхав до Москви, куди ще у 1915 перебралася його родина. Після закінчення у 1918 році Ново-Вілейської учительської семінарії В. Дубовка був прийнятий студентом історико-філологічного факультету Московського університету, але після двох місяців навчання був змушений поїхати працювати вчителем на Тульщину, щоб допомогти батькам.
У 1920 проходив службу в окремій телеграфно-будівельній роті. У 1921 по демобілізації працює в Народному комісаріаті освіти методистом і інструктором білоруських шкіл і вчиться у Вищому літературно-художньому інституті імені В. Брюсова. У 1920-ті роки — один із провідних білоруських поетів незалежної орієнтації. Був особисто знайомий з В. Маяковським і С. Єсенін, спільно брав участь з ними на окремих літературних зустрічах і прийомах.

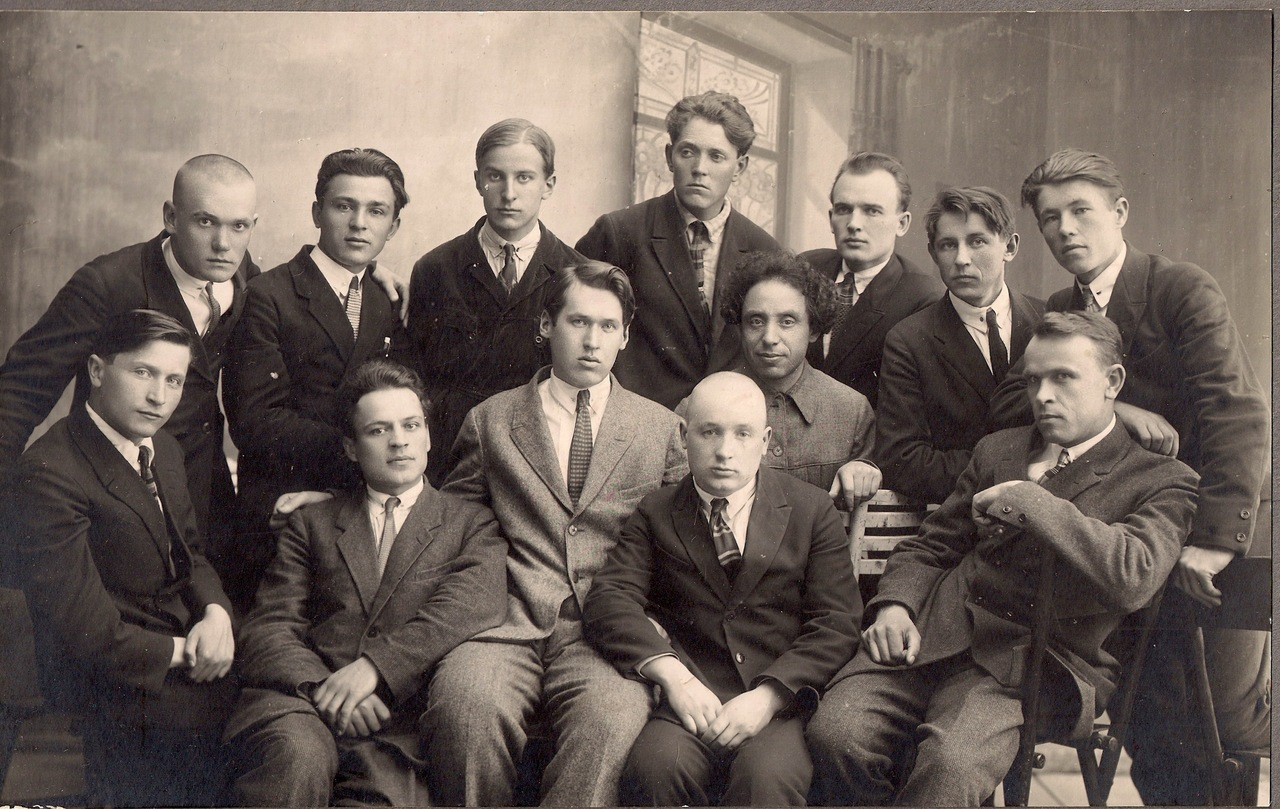
Літературне об'єднання «Ўзвышша». Володимир Дубовка всередині першого ряду

У 1924 вперше відвідує Мінськ, потім їде в Харків, де знайомиться з Володимиром Сосюрою та іншими українськими поетами. Також працює редактором літературної сторінки білоруською мовою в газеті «Гудок». Незважаючи на те, що постійно жив у Москві, брав активну участь в білоруському літературному русі — член літературних об'єднань «Маладняк», «Ўзвышша». Перший редактор журналу «Білоруський піонер». Щоб уникнути цензури, деякі вірші друкував у західнобілоруському журналі «Беларуская культура».

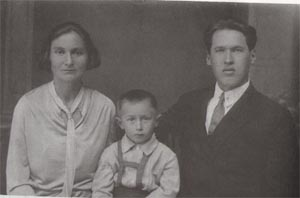
Володимир Дубовка з дружиною Марією і сином Альгердом. Яранськ. 1933

У 1927 одружився з Марією Клаус. Наступного року народився син Ольгерд

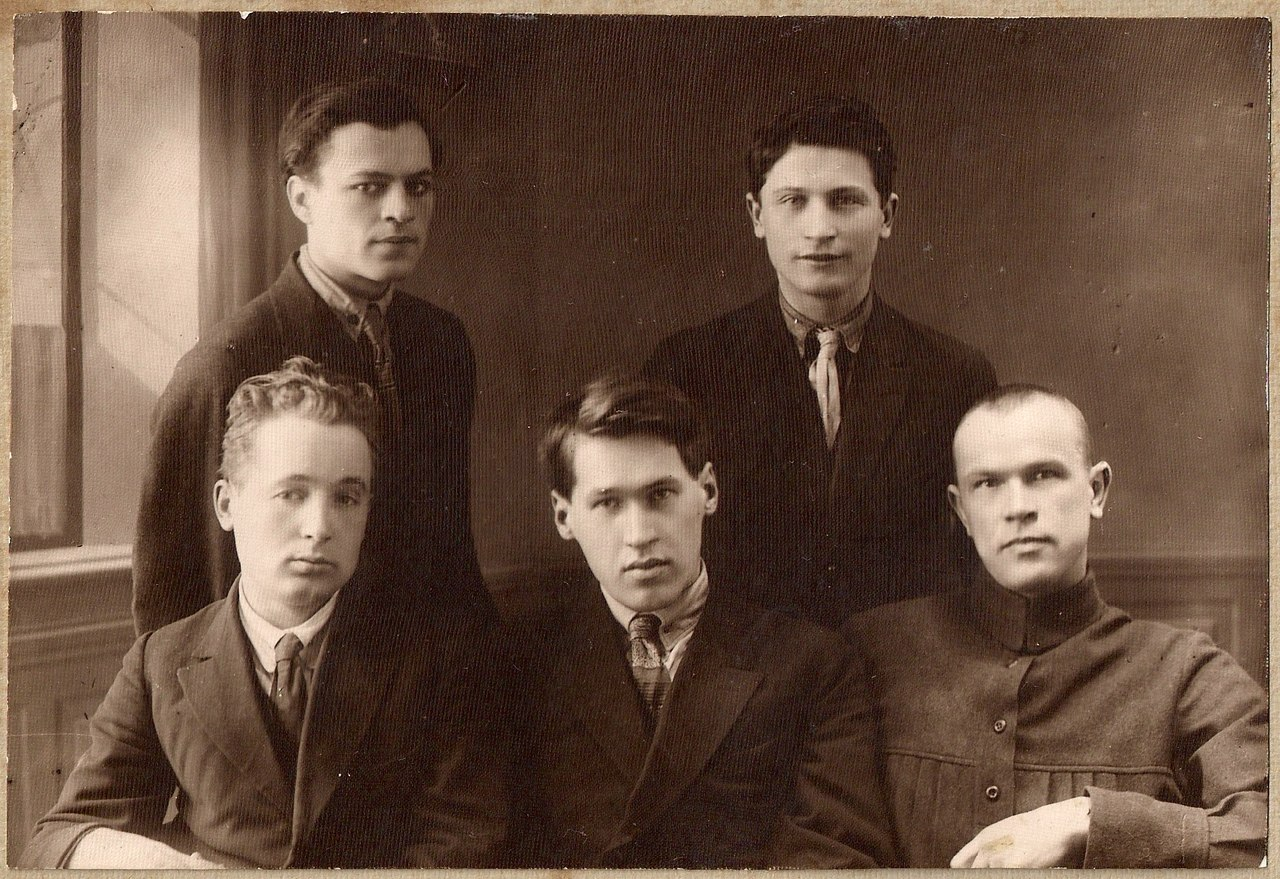
Редколегія часопису «Ўзвышша». Володимир Дубовка — сидить у центрі. Мінськ, 1927

За вірш «за все землі, всіх народів світу» 20 липня 1930 заарештований ОДПУ СРСР в Кремлі у справі «Спілки визволення Білорусі». У 1931 знаходиться в ув'язненні в мінській тюрмі; 10 квітня засуджений на п'ять років заслання в Яранськ, куди приїжджає з малолітнім Ольгердом та дружиною Марією. Працює в Яранському районному споживчомусоюзі на посаді секретаря. Примусово переїжджає в село Шешурга, а пізніше — в Чебоксари.
У 1935 термін висилки продовжений на 2 роки. У 1937 повторно заарештований і засуджений до 10-ти років позбавлення волі, після чого дружина з сином повертається до Москви, а потім — в Талди, де працює рахівником. Тут в 1941 гине тринадцятирічний син Ольгерд. Покарання відбував у Кіровській області, Чувашії, на Далекому Сході. На засланні літературною роботою не займався.
У 1947 після закінчення терміну ув'язнення поет відправляється у Зугдіді (Грузія), де працює рахівником в конторі чайного радгоспу Наразені. Туди ж переїжджає і Марія. 16 лютого 1949 року арештовується втретє. Особливою нарадою МДБ СРСР у квітні 1949 засуджений на 25 років позбавлення волі. Відбуває покарання спочатку у тбіліській в'язниці, потім етапований у Красноярський край. Працює столяром в Почеці Абанського району.
Остаточно реабілітований 15 листопада 1957. Член Спілки письменників Білорусії з 1958. У 1959 відвідав Київ і подорожує Поліссям. Лауреат Літературної премії імені Янки Купали (1962) за книгу поезії «Палеская рапсодыя».
Помер 20 березня 1976 у Москві.

## Творчість

### Поезія

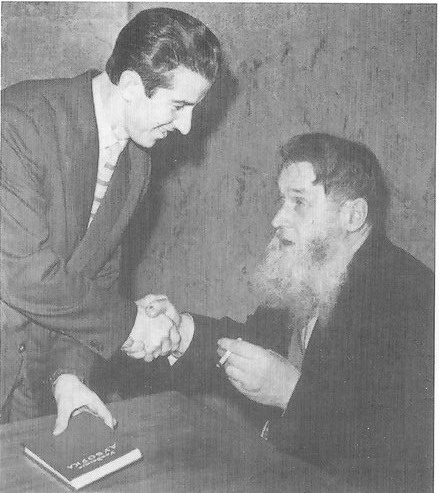
З Ригором Барадуліним, 1961

Поетична творчість Володимира Дубовки ділиться на два періоди: 1921—1930 і 1958—1976 рр., з яких перший був особливо плідним. На формування напрямів художнього пошуку В. Дубовки сильно вплинули класики білоруської літератури Янка Купала, Якуб Колас і Максим Богданович.
Творчість поета 1920-х рр. виділяється новизною і оригінальністю використання поетичних засобів виразности і прийомів версифікації. Початком літературної творчости вважається 1921, коли в газеті був надрукований його вірш «Сонца Беларусі»". Незабаром виходять збірки «Строма» (1923), «Там, дзе кіпарысы» (1925), «Трысьцё» (1925), «Credo» (1926) і «Наля» (1927), головною темою яких стає ідея відродження країни, заклик до доброчинности заради краю й народу.
У період перебування поета в Москві була написана поема-триптих — «Кругі» (1927), «І пурпуровых ветразей узьвівы…» (1929) і «Штурмуйце будучыні аванпосты!» (1929, вийшла в 1965). У поемах ставиться проблема збереження духовної спадщини народу — скарби, накопичені протягом довгих століть. В останній поемі В. Дубовка виступив проти ґвалтівної колективізації, відстоював право вільного вибору при організації нових форм господарювання.
У 1930 Володимир Дубовка був заарештований і звинувачений у справі «Спілки визволення Білорусі». Безпосередньою причиною арешту стала публікація вірша «За ўсе краі, за ўсе народы сьвету…», опублікованій в журналі «Беларуская культура» (№ 1, 1927, Вільнюс) під псевдонімом «Янка Крывічанін». Цим псевдонімом поет більше не користувався. На цьому етапі життя закінчується перший період творчости Володимира Дубовки.
У своїх поетичних творах, як представник молодої плеяди творців, Володимир Дубовка прагнув осягнути духовний сенс революції та змін, які відбувалися в житті. Як зазначає В. Максимович, художня канва творів поета, яка тримається на умовно-асоціативній образності сильно заземлена і служить для виявлення конкретно-історичної проблематики.

### Мовознавство та мовний внесок
Володимир Дубовка зробив значний внесок у розвиток лексичного ладу білоруської літературної мови, поповнення її словникового складу абстрактною і науковою лексикою.
Як свідчить А. Каврус, дослідник мови В. Дубовки, окремі слова й фразеологізми, застосовані письменником, передають колорит рідних йому промов Поставщини й Мядельщини: «адляйцаць», «ажыргаць», «астрыжонак», «брыж», «буталь», «водзыўкі», «зблоціць», «калюжа», «лактаць», «нажутка», «пагурачак», «разыгранка» та ін.
Поетові належить велика роль у закріпленні наступних слів у літературному побуті: «агораць», «апантаны», «ашчаперыць», «водар», «дойлід», «збочыць», «зьнічка», «імклівасьць», «наканаваны», «нелюдзь», «непрыдатны», «талака», «удубальт» та ін. У приватній галузі використання, Володимир Дубовка пропонував замінити іншомовне слово «дыфтонг» білоруським «згук».
Твори поета привертають до себе увагу використанням нових слів і незвичайних зворотів. Ця особливість зустрічається майже в кожному поетичному творі 1920-х рр.: «дэсань», «кунежыць», «сэймаваць», «сэймікаваць», «сквіл», «многакраць», «замета», «чмары», «гэрцы», «скелз», «валотны», «соўкаць», «стацьцё», «сухазлоты», «памжа», «вілаводны», «віратлівы», «цьвятлівіць», «заістужыцъ», «распарасонся», «бесхацінцы», «дзеньдзівер», «скогат», «сукрыстасць» та ін.
Наприкінці 1920-х-1930-х років Володимир Дубовка в журналі «Узвышша» та інших виданнях опублікував ряд статей з питань розвитку білоруської мови. У своїх мовознавчих статтях він пропонував свій проєкт вирішення основних питань графіки й ортографії, поставлених на Академічній конференції 1926 року, у якій він брав участь.
У статтях Володимир Дубовка глибоко розмірковував про застосування абетки в різних країнах і культурних середовищах. Простежив і історію використання різних графічних систем у білоруському книгописанні — глаголиці, кирилиці, громадянки — він дійшов до висновку, що "Сучасна наша кирилиця непоправно краще пристосована до нашої фонетики, ніж польсько-чеська абетка.
У 1928 році В. Дубовка в журналі «Узвышша» опублікував власний проєкт для букв «д» та «дж», і з № 5 почав друкувати з ними окремі матеріали, а з № 2 за 1929 рік згідно з постановою загальних зборів від 14 лютого 1929 року, уже весь журнал друкувався новими літерами.
Втім, це нововведення пізніше не отримало законодавчого оформлення.
Також В. Дубовка пропонував замінити створене М. Карамзіним «ё» на «ö» (öн, лöн, Лöндан); увести за прикладом української графіки літеру «ї» для передачі поєднання звуків «й» та «і» (їкавка, їм, паїла)
Творчий потенціал Володимира Дубовки отримав широкий резонанс серед його сучасників іще в 1920-ті роки. Максим Гарецький відзначав: «Перше місце в білоруській поезії післяжовтневого періоду посів Дубовка — мірою почуття, глибини думки та художньої досконалости форми в ліричних віршах і невеликих поемах». Язеп Пушча стверджував, що твори Дубовки: «це височина сучасного білоруського художнього слова й поезії», його вірші захоплюють «класичністю свого художнього наряду, що мало в кого знаходимо з сучасних поетів не тільки Білоруси, але і Росії і України».
Володимир Жилка звертав увагу на образний талант поета: «Він уміє, як із мармуру вирубати свій неповторний образ».
У 1960-ті роки український прозаїк Іван Сенченко називав поета «генієм білоруської землі». У свою чергу, український поет Володимир Сосюра говорив, що Дубовка «великий поет Білорусі і не тільки Білорусі».

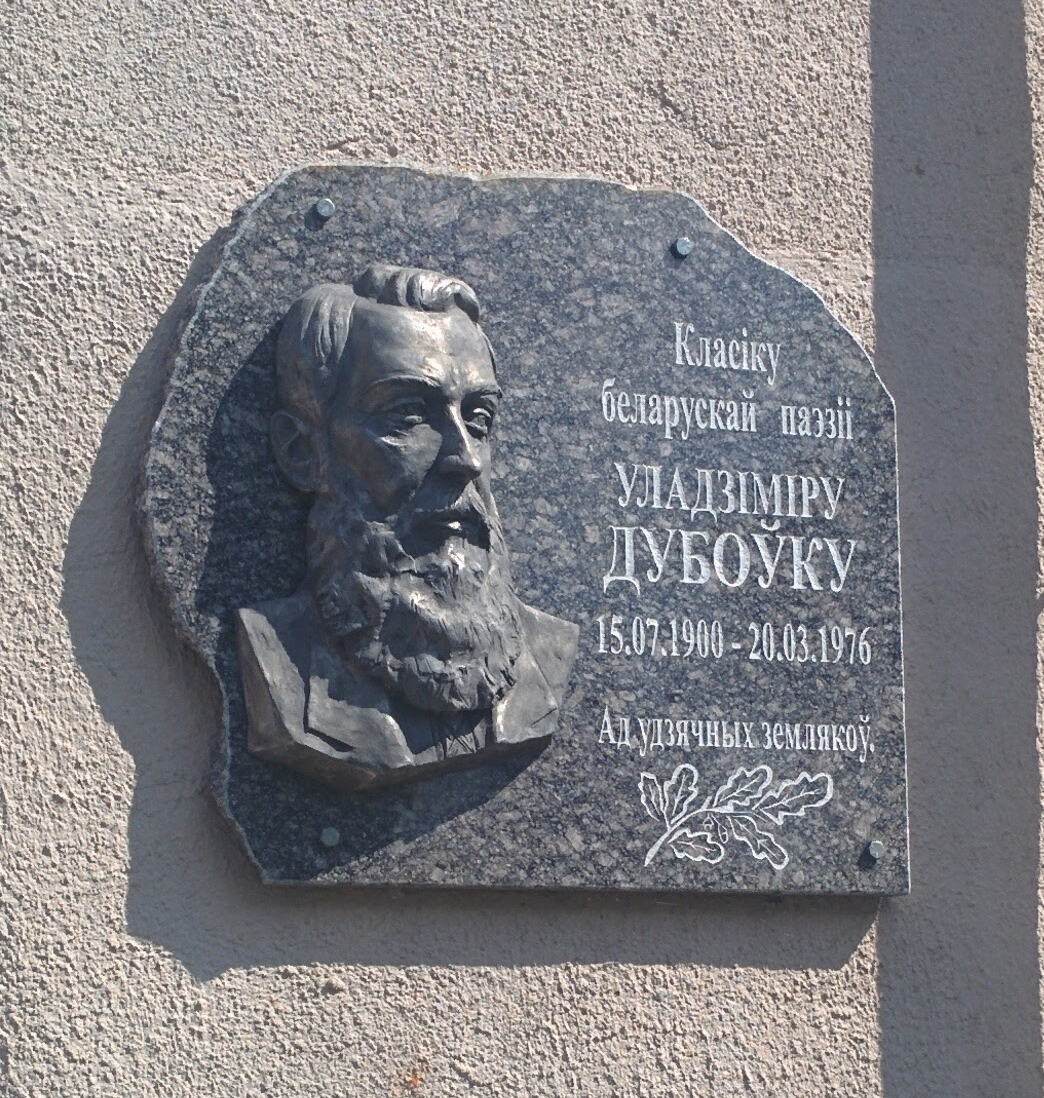
Меморіальна дошка у Поставах